# 조지아 방위군

조지아 방위군(조지아어: საქათველოს თავდცვის ძალები) 또는 조지아 국방군(Georgian Defence Forces, GDF) 또는 조지아군은 국가의 독립, 주권, 영토 보전을 수호하는 임무를 맡은 조지아의 연합군이다. 이들은 지상군, 공군, 경비대, 특수작전부대로 구성된다. 국방군은 조지아 국방부 장관의 전반적인 지휘를 받으며, 국방부 사령관이 직접 지휘한다.
최초의 정규군은 1918년 최초의 조지아 공화국에서 창설되었으며 1921년 소련의 침공으로 공화국이 전복된 이후까지 존재했다. 현대 조지아군은 1991년 4월 24일 정부 법령에 따라 창설되었다. 1991년 처음으로 징집병이 징집된 날인 1991년은 조지아 군대의 날로 기념되어 왔다.
조지아군은 1990년대 내전과 분리주의 분쟁, 2008년 러시아-조지아 전쟁뿐만 아니라 이라크, 아프가니스탄 등 주요 국제 군사 임무에 참여했다. 조지아는 1994년 평화를 위한 NATO 파트너십 프로그램과 2004년 개별 파트너십 실행 계획(IPAP)에 가입한 최초의 구소련 공화국 중 하나였으며 자국 군대를 NATO 표준에 맞추려고 노력해 왔다.